# Арсеньев, Иван Алексеевич
Ива́н Алексе́евич Арсе́ньев (1785—1851) — капитан-лейтенант Российского императорского флота, генерал-майор Русской императорской армии, участник нескольких войн, Георгиевский кавалер.

## Биография
Родился в семье тверского и московского вице-губернатора Алексея Ивановича Арсеньева (1765—1820), сын от первого брака; мать, девица графиня Мария Андреевна Толстая (1765 — до 1806) — дочь графа Андрея Ивановича Толстого, воспитанница Смольного института благородных девиц. Отец дослужился до чина действительного статского советника. Помещик Тарусского, Медынского (c. Троицкое близ г. Кременца) и Тульского уездов, а также Царства Польского. Троюродный брат поэта М. Ю. Лермонтова.
С 1.03.1799 воспитывался в Морском шляхетном кадетском корпусе; с 1.05.1803 выпущен во флот гардемарином, с причислением к Кронштадтской эскадре; в морских кампаниях 1804—1805 был в практическом крейсерстве в Балтийском море; с 27.12.1805 пожалован в мичмана. Участник Русско-турецкой войны 1806—1812 в составе экспедиции флота вице-адмирала Д. Н. Сенявина в Адриатическом море (1805—1807): на 66-пушечном корабле «Скорый» в составе эскадры капитан-командора И. А. Игнатьева, в августе-декабре 1806 перешёл из Кронштадта в Корфу на усиление эскадры Д. Н. Сенявина; перешёл в Котор и 1.01.1807 присоединился к эскадре Сенявина; действуя в проливе Дарданеллы, на том же корабле и в той же эскадре участвовал в Дарданелльском (10.05.1807) и Афонском (19.06.1807) сражениях с турецким флотом. В ходе Афонской битвы оказался в центре турецкого флота и, ведя огонь с двух бортов одновременно, сражался против турецких трёх кораблей и одного фрегата: с правого борта экипаж отбивался из пушек, с левого — из ружей и пистолетов. Получив серьёзные повреждения, корабль с эскадрой 28.08.1807 ушёл от Дарданелл в Корфу и 19.09.1807 вышел в Россию; 30.10.1807 пришёл в Лиссабон, где с эскадрой был блокирован английским флотом (Англо-русская война 1807—1812). После подписания Лиссабонского мирного договора, в сопровождении английского флота, в сентябре 1808 перешёл в Портсмут, куда пришёл 26.09.1808; по условиям договора на корабле был спущен Андреевский флаг, а экипаж на английских транспортах в 1809 перевезен из Портсмута в Ригу. Сам корабль был продан Англии в 1813, а годные орудия с него возвращены в Россию. С 1.02.1810 пожалован флота лейтенантом и с 8.08.1810 назначен капитаном 16-пушечного шлюпа «Лизавета»; ходил в крейсерство в Финском заливе до Свеаборга. В кампанию 1811 в составе Балтийского флота ходил на 22-пушечном корвете «Мельпомена» в практическом плавании; с 21.04.1813 уволен от службы, с пожалованием чина флота капитан-лейтенанта.
Вступив в сухопутную службу майором Ахтырского гусарского полка, участвовал в кампаниях 1814 Зарубежных походов 1813—1814, в Войне Седьмой коалиции 1815 и в Кампании по оккупации Франции (1815—1818) в составе Русского оккупационного корпуса под командованием генерала от инфантерии М. С. Воронцова; с 20 сентября 1817 года пожалован подполковником того же полка. После ареста А. 3. Муравьева временно командовал полком в январе 1826 года. Со слов М. П. Бестужева-Рюмина (говорившего, что на Арсеньева «крепко можно надеяться») А. 3. Муравьев считал его членом тайного общества, что в ходе следствия не подтвердилось. Приказ об аресте Арсеньева был отдан 1 февраля 1826 года, арестован по месту службы — 7 февраля и через Житомир был доставлен 14 февраля на главную гауптвахту в Петербург; с 15 февраля находился в Петропавловской крепости («присылаемого п[одполковника] Арсеньева посадить и содержать хорошо»). Уже 22 февраля Высочайше было поведено его освободить с оправдательным аттестатом; в том же — 1826, пожалован в полковники и назначен командиром 3-го дивизиона и 6-го эскадрона Александрийского гусарского полка.
В 1828—1835 годах был командиром Мариупольского (светлейшего кн. гр. Витгенштейна) полка. Участник Русско-турецкой войны 1828—1829 и подавления Польского восстания 1830—1831. За отличие в тех кампаниях, пожалован золотой саблей c надписью — «За храбрость» (8.02.1829) в воздаяние отличного мужества и храбрости, оказанных в делах против турок; знаком отличия за военные достоинства 3 степени (1828); польским военным орденом «Virtuti Militari» 3-й ст. за отличие под Шумлою (1829); орденом Св. Владимира 4-й ст. с бантом (29.05.1830) в воздаяние отличного мужества и храбрости, оказанных в делах против турок; орденом Св. Анны 2-й ст. (1831); 16 декабря 1831 года пожалован орденом Св. Георгия 4-й степени за 25-летнюю, беспорочно, выслугу в обер-офицерских чинах; орденом Св. Анны 2-й ст. с императорской короной (25.09.1832), в воздаянние отличного мужества и храбрости в делах против польских мятежников. В 1833 пожалован, в воздаяние отлично-усердной и ревностной службы, кавалером орденом Св. Станислава 3-й ст. (6.12.1833) и знаком отличия «Беспорочная служба XXV»; в 1828—1840 годах неоднократно награждался Высочайшими благоволениями, в 1831 — трижды.
За отличие по службе был произведён 7 апреля 1835 года в генерал-майоры, с оставлением по кавалерии, и с 21 апреля 1835 назначен командиром 1-й бригады 4-й лёгкой кавалерийской дивизии; в связи с переименованием 4-го, 5-го и 6-го пехотных корпусов, с 12 мая 1835 назначен командиром 1-й бригады 6-й лёгкой кавалерийской дивизии; из той должности с 10 сентября 1835 назначен командиром 1-й бригады 3-й лёгкой кавалерийской дивизии; с 18 сентября 1836 назначен командиром 2-й бригады 1-й уланской дивизии; с 6 сентября 1839 назначен командиром 1-й бригады 3-й лёгкой кавалерийской дивизии; служил бригадным командиром с 21.04.1835 по 27.02.1842. В 1836 пожалован ему майорат в Варшавской губернии Царства Польского — 1362 десятины Любания и Куцерог, с доходом 10 000 злотых. После его смерти майорат в 1853 году наследовали его родные сестры: Александра Алексеевна Иванова (1788 — 31.03.1869), супруга вице-консула в Париже, коллежского асессора Алексея Алексеевича Иванова (? — 1866) и Мария Алексеевна Бегичева (1806 — 28.06.1879), супруга виленского губернатора, действительного статского советника М. Л. Бегичева (1795 — 12.04.1866), а затем племянница — Анна Михайловна Бегичева, в замужестве Хрущова (15.06.1825—6.08.1870). Высочайшим указом от 3 октября 1837 года был награждён орденом Св. Владимира 3-й степени в воздаяние отлично-усердной и ревностной службы; указом от 12 августа 1840 пожалован орденом Св. Станислава 1-й ст., во внимание отлично-ревностной службы его. Уволен в отставку, по болезни, с 27 февраля 1842, с мундиром и пенсионом полного жалования. После отставки жил в польском имении Царства Польского, там же 1 (13) октября 1851 года умер и был похоронен во Вроцлаве. В материалах к «Русскому провинциальному некрополю» великого князя Николая Михайловича (по документам РГИА), опубликованных Д. Н. Шиловым, есть упоминание: «Арсеньев Ив. Ал., ген.-л., 1786—1857. Влоцлавское правосл. кладб.».
Жена — девица Мария Дмитриевна Арсеньева (1.11.1811— не позднее 1841), воспитанница Императорского воспитательного о-ва благородных девиц (по семейному преданию), дочь помещика села Пирогово Крапивенского у., премьер-майора Дмитрия Васильевича Арсеньева (родной брат Матроны Васильевны Арсеньевой, в замужестве за Андреем Авраамовичем Арцыбашевым — родным братом тёщи А. Т. Болотова) и его жены — девицы Марии Фоминишны Мальцевой (четвероюродная тётка мужа), правнучка бригадира Василия Еремеевича Арсеньева, двоюродная сестра девицы Марии Михайловны Арсеньевой, в замужестве Лермантовой, матери поэта М. Ю. Лермонтова. Брак бездетен.